# サム・バイラム
サミュエル・マーク・”サム”・バイラム（Samuel Mark "Sam" Byram、1993年9月16日 - ）は、イングランド・エセックス州サロック出身のプロサッカー選手。ノリッジ・シティFC所属。ポジションは、ディフェンダー。

## クラブ経歴
リーズ・ユナイテッドAFCの下部組織で育成され、2012年5月にトップチームに昇格。2012年8月のフットボールリーグカップ・シュルーズベリー・タウンFC戦でトップチームデビュー。
2016年1月、ウェストハム・ユナイテッドFCに移籍。
2019年7月16日、ノリッジ・シティFCと4年契約を結んだ。